# 小泉癸巳男

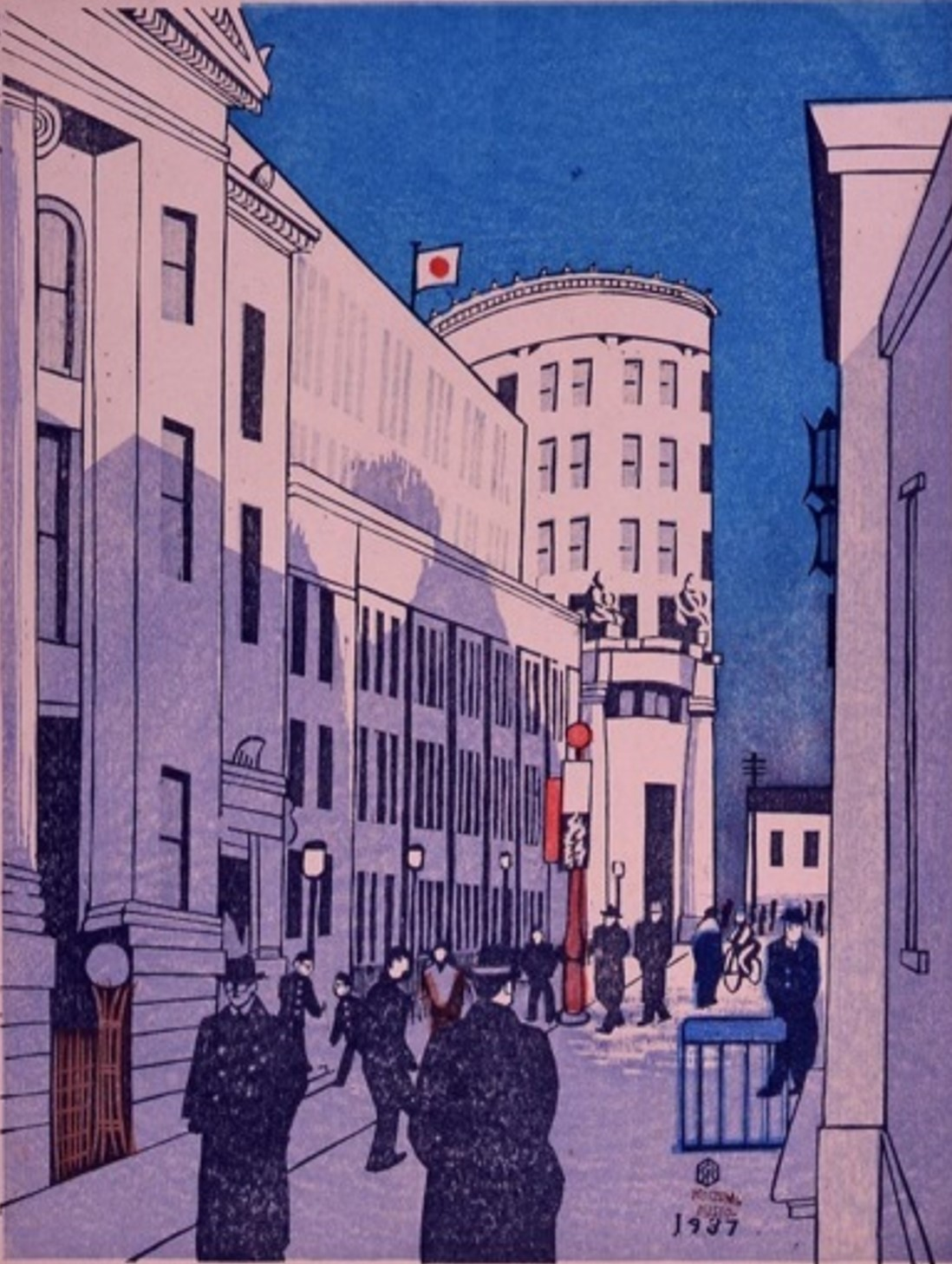
昭和大東京百図絵版画 第百景 兜町・取引所街、1937年12月、木版画

小泉 癸巳男（こいずみ きしお、1893年6月23日 - 1945年12月7日
）は、静岡県出身の版画家。

## 人物
静岡県静岡市下桶屋町の旧幕臣の書家・小泉松慵（本名・謙吉）の第五子として生まれる。早産のため幼少から虚弱であり、学校に入学してからも病欠気味で、図画・習字・作文以外の科目の成績は芳しくなかった
。
1909年6月に画家を志して上京。義兄の世話で四谷の西念寺という寺に寄宿し、大下藤次郎が主催する水道端（現、文京区水道）の日本水彩画会研究所に通い、戸張孤雁や織田一磨らに師事し絵画を学ぶ。研究所を三年で辞め、松慵の千字文（書道の手本書）を彫版した彫師・堀越貫一の木版工房へ入り彫版技術を修得。
1913年には処女作「三色スミレ」を制作し、彫りの修行に励む傍ら、大下が没して解散した日本水彩画会の再建にも参加し、水彩画にも力を入れることになった。水彩画会展には15回、光風会展には6回出品している。
1915年からは版画用具の頒布や版画の手法に関するコラムを雑誌に掲載したりと、木版画の普及に熱を入れるようになった。1918年に日本創作版画協会の創立に参加・会員になってからは、風景画を版画として制作することが多くなった。日本創作版画協会では7回も出品している。同協会は1931年に日本版画協会と改め、出品回数は11回に上った。
1921年に『版画』、1922年『君と僕』といった版画雑誌や、1924年に技法書『木版画の彫り方と刷り方』を出版。また、版画の共同展示会の開催、創作版画講座の開設、作品頒布会を行った。
1927年には旧満洲へスケッチ旅行に出かけ、帰国後の1928年に第8回日本創作版画協会展で連作を発表した。同年帝展（後の日展）第9回展では「永代橋と清洲橋」が入選。これは後に版画集「昭和大東京百図絵」の第一景となった。1929年には第7回春陽会へ出品（1934年の第12回で計2回）。
1930年より「昭和東京風景版画百図絵（後に昭和大東京百図絵と改題）」制作に着手、1937年に百景を完結させた。1941年には「小泉癸巳男創作・昭和大東京百景版画展覧会」を上野・松坂屋で開催した。
同年、「聖峰富岳三十六景風景版画」制作に着手し、富士山麓を旅行しながら作品制作に打ち込んでいたが、御殿場で喘息を患い、自宅のある下谷池之端（現・台東区池之端）から、夫人の妹の嫁ぎ先の埼玉県比企郡吉見町へ療養のため疎開した。
1945年12月7日、「聖峰富岳三十六景風景版画」の完成を待たず死去。享年52。
翌1946年、遺作となった「聖峰富岳三十六景風景版画展」（全23景）が日本橋三越にて開催された。

## 昭和大東京百図絵

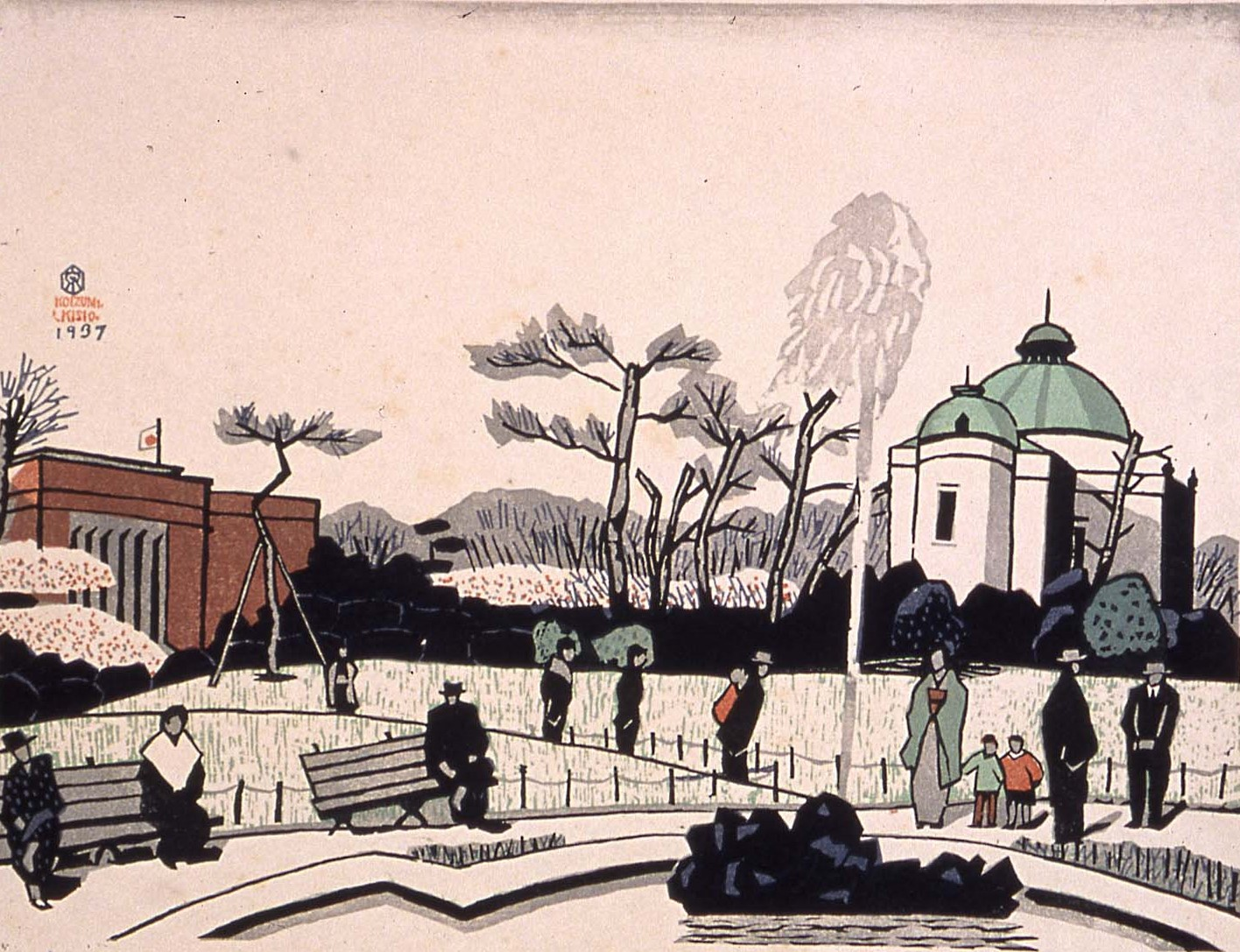
第九十景 「上野風景・表慶館と美術館」
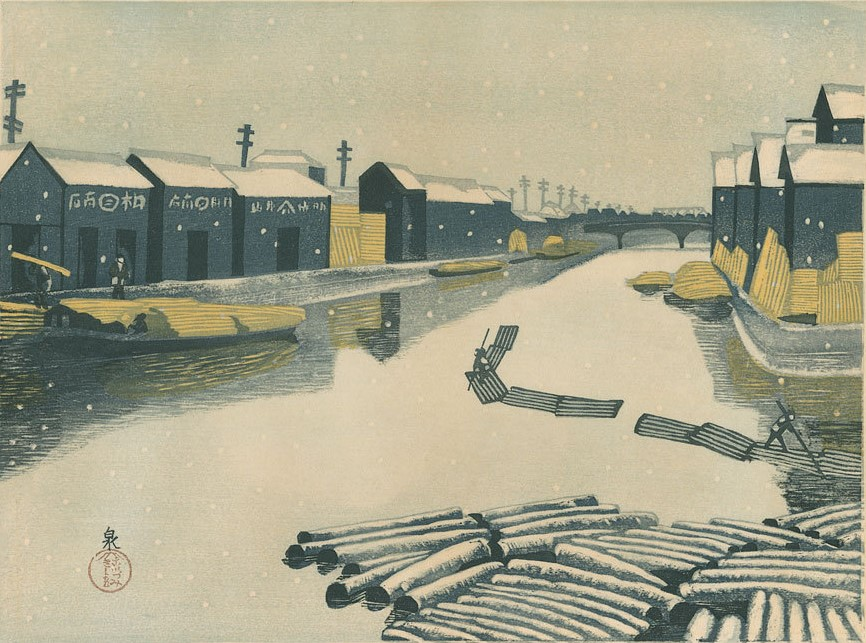
第六十五景 「深川区・木場の河筋」
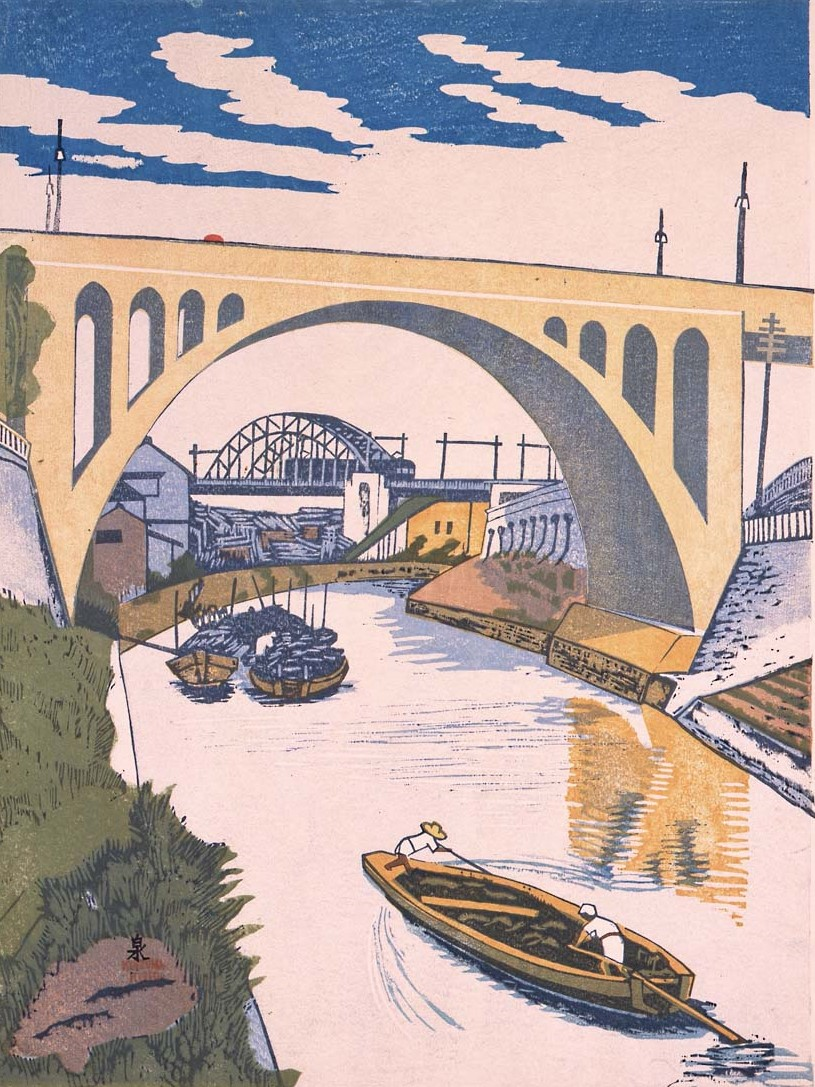
第三十景「聖橋」
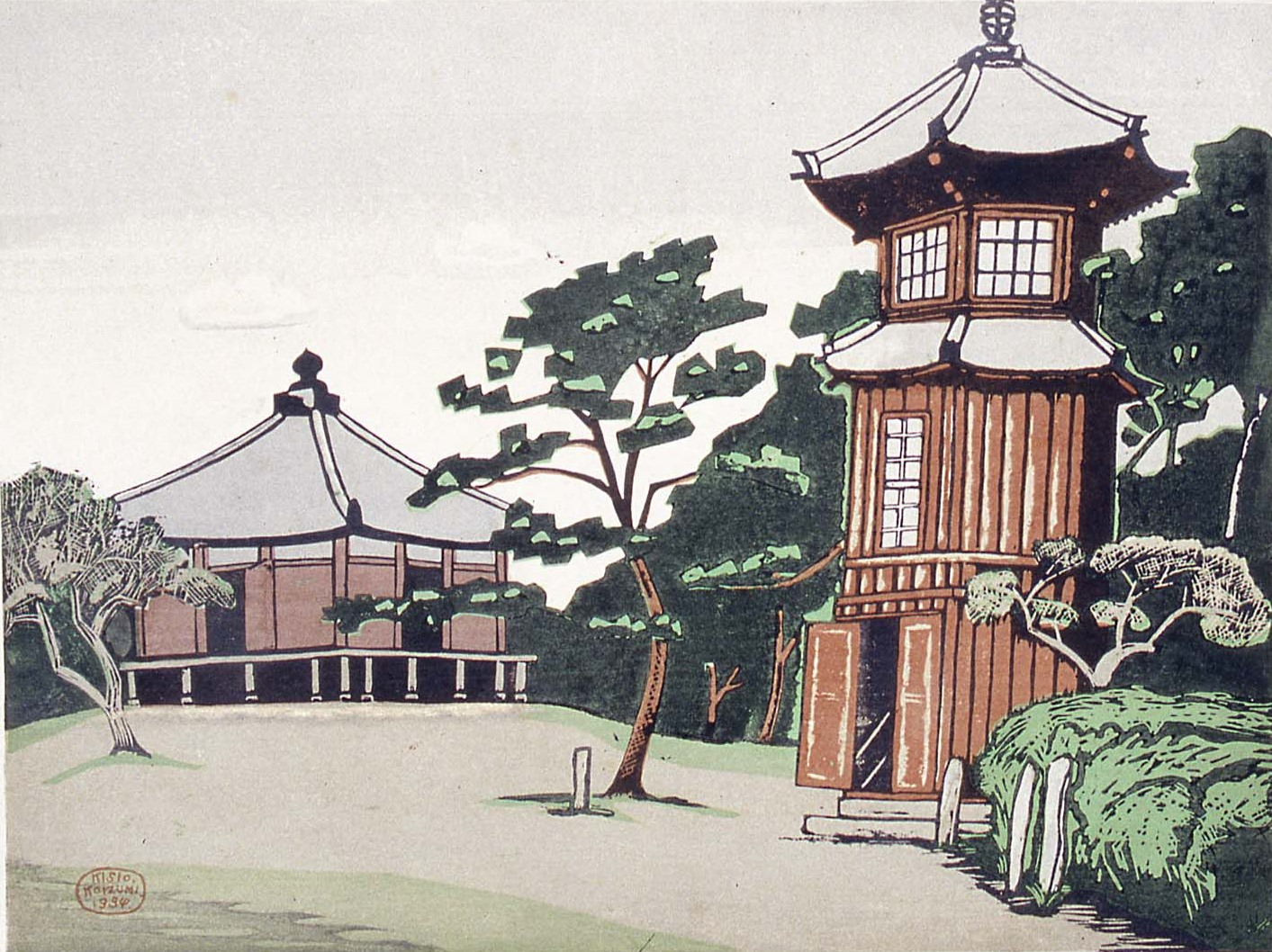
第五十五景「中野区 哲学堂」
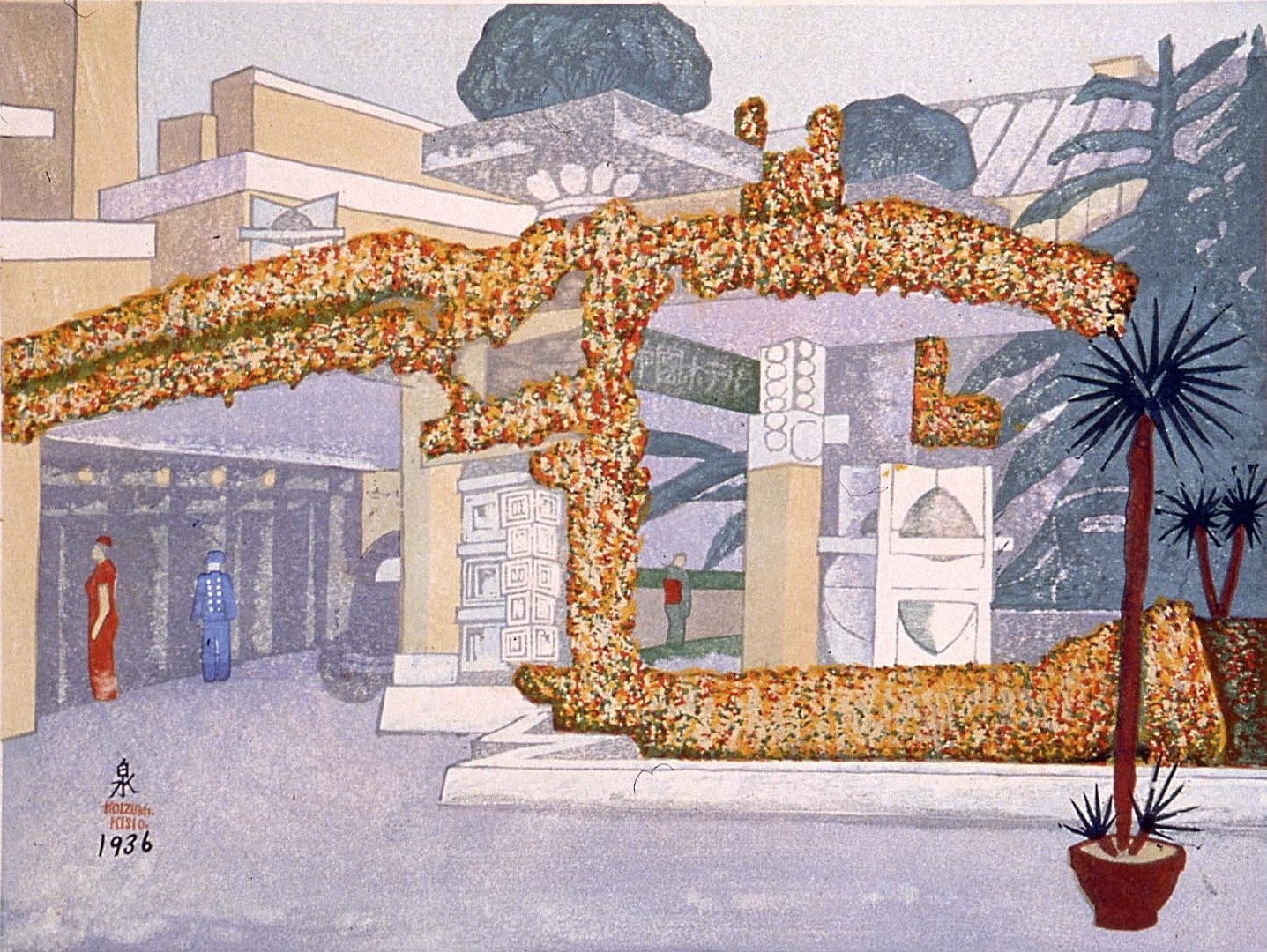
第八十三景 「帝国ホテル 玄関」
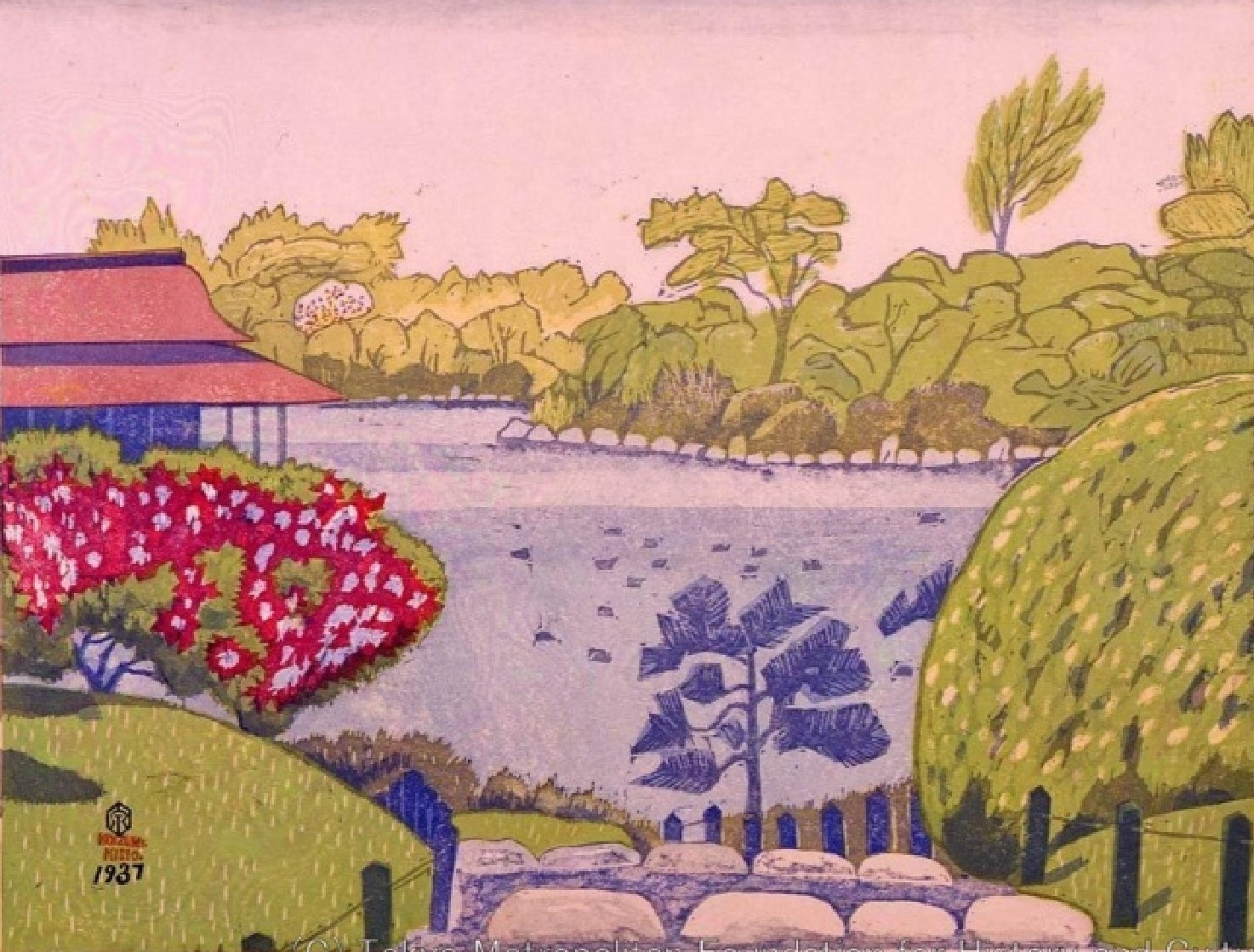
第九十一景『深川・清澄庭園』
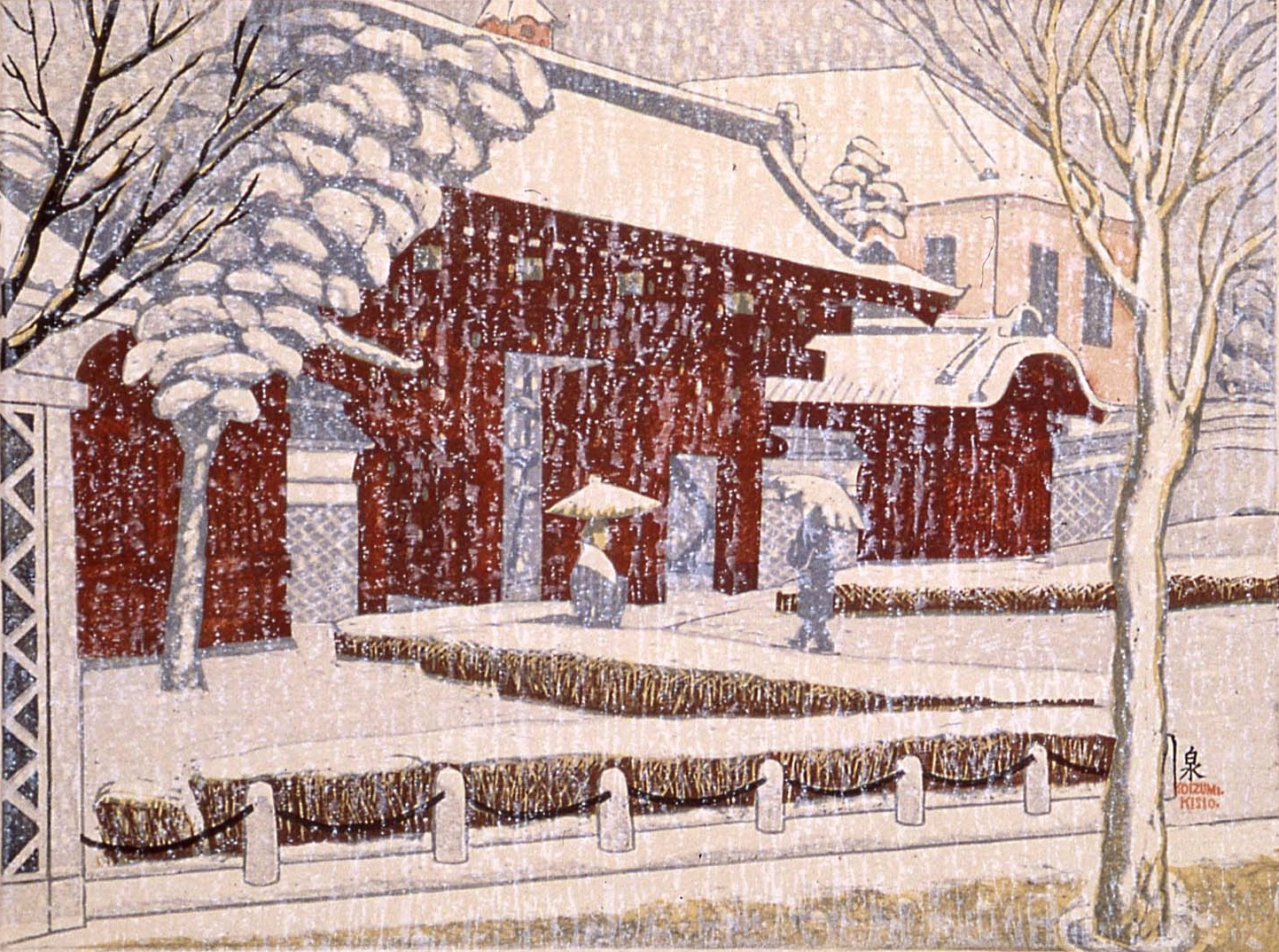
第八十五景「国宝・帝国大学赤門」